# Покровская церковь (Сырково)
Покровская церковь (Церковь Покрова Пресвятой Богородицы) — храм Кишинёвской и всея Молдавии епархии Русской православной старообрядческой церкви в селе Сырково (Серково) Резинского района Молдавии.

## История
Село Серково основано в 1724 году русскими старообрядцами на земле, принадлежавшей боярину Илие Стурдзе. Первыми жителями села были Москвичёвы, а позже к ним присоединились Еремеевы, Тимохины, Дьяковы, Лисовы. Сельская община существовала наряду с Серковским монастырём. Согласно статистическим данным 1720-х—1730-х годов, сельская община насчитывала 60—70 человек, а монастырская — около 30. К концу 1860-х годов в селе насчитывалось 85 старообрядцев, а монастырь уже был закрыт.
Нынешняя церковь была построена в 1910—1911 годах на месте старой деревянной молельни. Первым настоятелем храм стал священник Карп Белов. Затем в храме служили (согласно перечислению уставщика Еремии Лазарева в 1953 году): о. Исидор Ленников, о. Сергий Макаров, о. Антоний Превалов, о. Дорофей Федоренков, о. Софроний Череватов. В середине XX века община насчитывала 135 человек. К 2018 году численность старообрядцев в селе не превышала 60 человек. Одной из самых влиятельных является семья Еремеевых, из которых происходит архиепископ Зосима (Еремеев).